# Sory Diarra
Sory Diarra (Segou, 2000. február 28. –) mali labdarúgó, a norvég Haugesund csatárja.

## Pályafutása
Diarra a mali Segou városában született. Az ifjúsági pályafutását az Etoiles Mandé akadémiájánál kezdte.
2019-ben mutatkozott be a román Ceahlăul Piatra Neamț felnőtt keretében. 2020-ban a másodosztályban szereplő Petrolul Ploieștihez igazolt. 2021-ben az Unirea Slobozia csapatát erősítette kölcsönben. A 2021–22-es szezonban feljutottak az első osztályba. 2023. február 21-én négyéves szerződést kötött a norvég első osztályban érdekelt Haugesund együttesével. Először a 2023. április 10-ei, Brann ellen 3–0-ra elvesztett mérkőzésen lépett pályára. Első gólját 2023. április 16-án, a HamKam ellen hazai pályán 3–2-es győzelemmel zárult találkozón szerezte meg.

## Statisztikák
2023. április 16. szerint
| Klub                         | Szezon   | Osztály     | Bajnokság | Bajnokság | Kupa  | Kupa | Nemzetközi | Nemzetközi | Összesen | Összesen |
| Klub                         | Szezon   | Osztály     | Meccs     | Gól       | Meccs | Gól  | Meccs      | Gól        | Meccs    | Gól      |
| ---------------------------- | -------- | ----------- | --------- | --------- | ----- | ---- | ---------- | ---------- | -------- | -------- |
| Petrolul Ploiești            | 2020–21  | Liga 2      | 7         | 1         | 0     | 0    | —          | —          | 7        | 1        |
| Petrolul Ploiești            | 2021–22  | Liga 2      | 21        | 15        | 0     | 0    | —          | —          | 21       | 15       |
| Petrolul Ploiești            | Összesen | Összesen    | 28        | 16        | 0     | 0    | 0          | 0          | 28       | 16       |
| Unirea Slobozia (kölcsönben) | 2020–21  | Liga 2      | 9         | 2         | 0     | 0    | —          | —          | 9        | 2        |
| Haugesund                    | 2023     | Eliteserien | 2         | 1         | 0     | 0    | —          | —          | 2        | 1        |
| Összesen                     | Összesen | Összesen    | 39        | 19        | 0     | 0    | 0          | 0          | 39       | 19       |

## Sikerei, díjai
Petrolul Ploiești
- Liga 2
  - Feljutó (1): 2021–22